# Klvaňovo gymnázium a střední zdravotnická škola Kyjov
Klvaňovo gymnázium a střední zdravotnická škola Kyjov, příspěvková organizace, zkráceně Klvaňovo gymnázium, je všeobecná střední škola v Kyjově.

## Historie

### Německé střední školy v Kyjově (1760–1897)

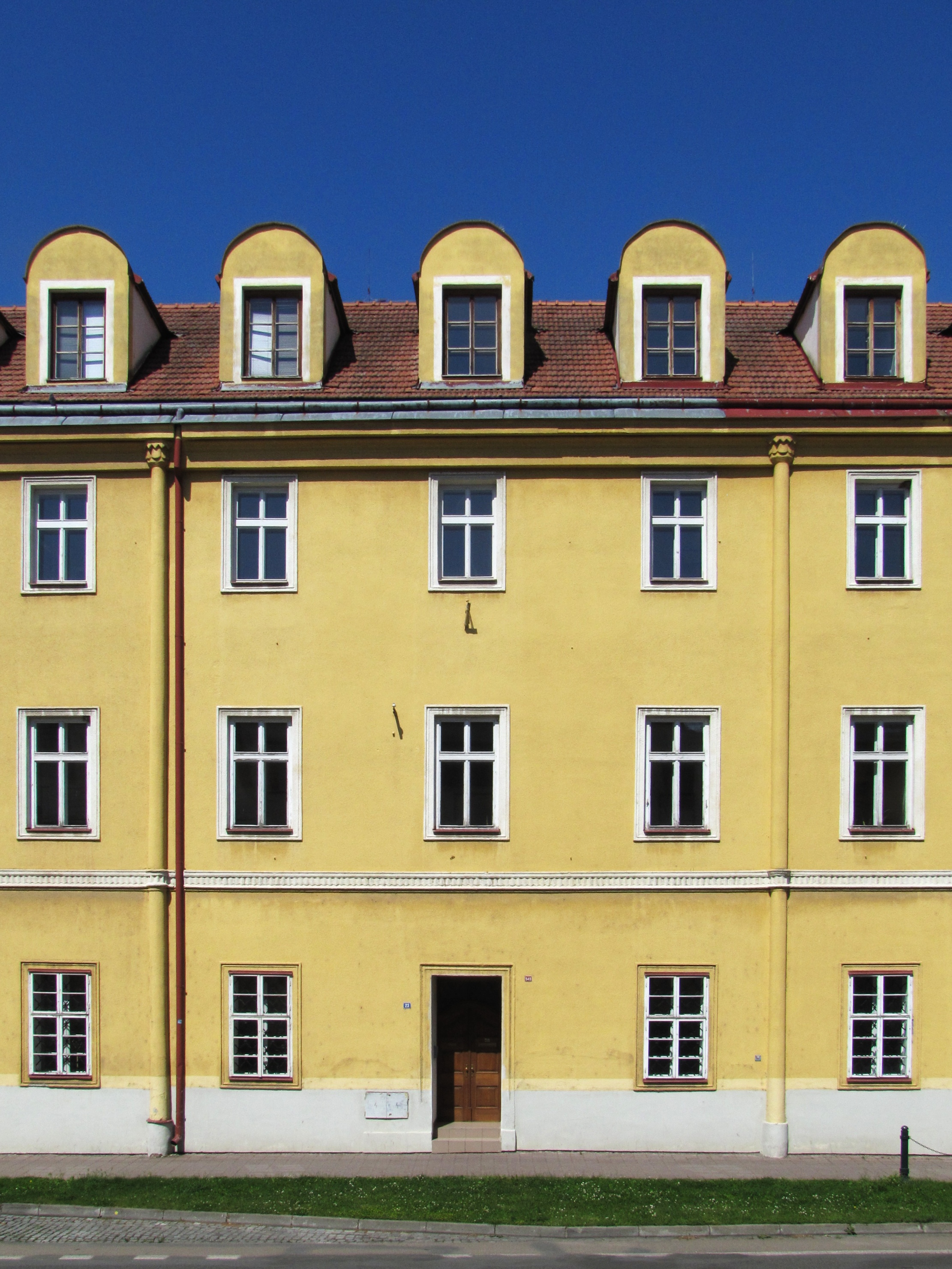
Budova gymnázia č.p. 549 z roku 1771

V první polovině 18. století začali kyjovští měšťané usilovat o rozšíření možnosti vzdělávání ve městě, do té doby zajišťované pouze farní školou o jednom učiteli. Volba padla na řád piaristů, kteří kromě humanitních předmětů poskytovali i hospodářské a obchodní vzdělání. Příchod piaristů do Kyjova povolila Marie Terezie 15. září 1759. V Kyjově byl tehdy i kapucínský klášter; aby si řády nekonkurovaly, byl příchod piaristů podmíněn tím, že se budou věnovat pouze vzdělávání, a jejich budova se bude nazývat rezidencí, nikoli klášterem nebo konventem. V letech 1740–1760 postupně několik mecenášů shromáždilo finance určené na výstavbu rezidence. Ke konci roku 1760 činil kapitál 27 754 zlatých. Z toho 18 000 zlatých mělo být použito jako fond, z jehož úroku bude financován provoz, a zbylých 9 754 zlatých na stavbu budovy. Dva piaristé dorazili do Kyjova 24. listopadu 1760, a zahájili vyučování. Výuka probíhala v domě, který stál na místě dnešní fary. K piaristům postupně přešla i většina chlapců z farní školy. V roce 1764 byla zahájena stavba budovy koleje, dokončená v roce 1771. Tato budova č.p. 549 (později několikrát přestavovaná) dnes tvoří nejstarší část areálu gymnázia. V ní byla zahájena výuka v nižších třídách gymnázia, kterou zajišťovali další dva piaristé. Už v roce 1775 bylo však gymnázium opět zrušeno, a nahrazeno tzv. „hlavní školou“, odpovídající přibližně tehdejší měšťance. Piaristický řád nebyl v pozdějších letech schopen zajistit výuku sám, a tak na škole začali působit i „světští“ učitelé, tj. nečlenové řádu.
14.  prosince 1862 se obecní výbor rozhodl požádat opět o povolení zřízení gymnázia. Ministerstvo vydalo potřebný souhlas 6. června 1863. Protože dosavadní budova by nestačila pro gymnázium i hlavní školu, bylo nutno ji přestavět. Kaple v přízemí budovy byla nahrazena samostatnou budovou kaple sv. Josefa Kalasanského, vysvěcenou v roce 1868. Celkové náklady přestavby přesáhly 37 000 zlatých. Vyučování v němčině bylo na novém gymnáziu zahájeno 1. října 1868. Od školního roku 1872/1873 mělo gymnázium dvě větvě, klasickou a reálnou. Zájem o reálnou větev ale klesal, a tak byla v roce 1879 opět zrušena. Zpočátku, do roku 1871, byli všichni vyučující gymnázia piaristé. Obdobně jako u hlavní školy ale přestával být řád schopen zajistit dostatek učitelů, a tak v roce 1878 vyučoval na škole už jen jediný piarista, katecheta P. Vilém Freiwald.

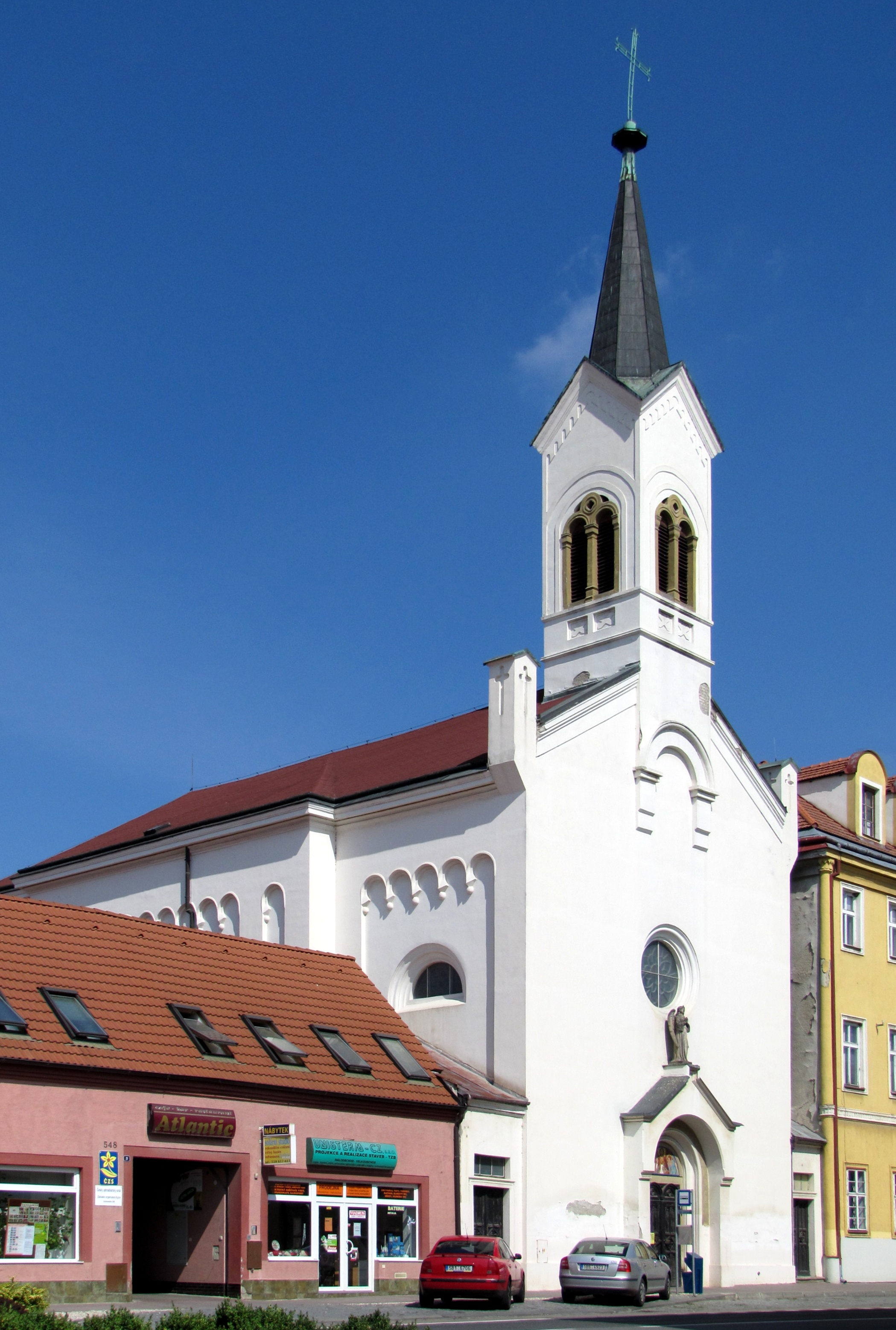
Gymnazijní kaple sv. Josefa Kalasanského

Ke konci 19. století postupně klesal počet žáků, z rekordních 120 v roce 1879 až na 48 v roce 1890. Důvodem bylo zejména to, že čeští studenti odcházeli na české školy mimo Kyjov. Když po obecních volbách v červenci 1896 nahradila česká většina předchozí, převážně německé, vedení města, bylo brzy rozhodnuto o zrušení německého gymnázia. To bylo zrušeno k 15. červenci 1897, tj. na konci následujícího školního roku. Obecní zastupitelstvo pak 16. března 1897 odhlasovalo zřízení gymnázia českého, a to již ve školním roce 1897/1898. Povolení ministerstva bylo ale vydáno až 20. srpna 1897, a tak bylo nakonec otevření gymnázia o rok odloženo. Škola tak zahájila provoz ve školním roce 1898/1899.

### Založení a první roky českého gymnázia (1898–1908)
V roce 1898 byl Kyjov s počtem obyvatel 4 393 druhým nejmenším městem na Moravě, které mělo české gymnázium. Šlo o teprve sedmnácté české gymnázium na Moravě (prvním bylo v roce 1867 Gymnázium Brno, tzv. „Jaroška“). První třída, pro školní rok 1898/1899, byla otevřena v upravené piaristické budově. Zastupitelstvo obce mezitím zadalo stavbu budovy nové, která by v budoucnu postačovala nejen čtyřletému „nižšímu“ gymnáziu, ale i úplnému gymnáziu osmiletému. Náklady na stavbu nové budovy dosáhly téměř 100 000 zlatých, z toho 20 000 zlatých pokryl dar místní Občanské záložny, který připomíná pamětní deska u vchodu. Stavba byla zahájena 20. srpna 1898, a dokončená budova byla slavnostně vysvěcena 24. září 1899. Tato budova, s číslem popisným 550, přímo navazuje na původní objekt piaristického gymnázia.

Přestavba piaristické budovy byla dokončena 15. září 1898, a už 16. a 17. září se konal zápis do první třídy. Přijato bylo 90 žáků, a bylo tak nutné otevřít první třídy dvě. Zájem byl obdobný i v dalších třech letech, kdy škola v každém ročníku otvírala dvě třídy. V roce 1902 obec požádala o rozšíření čtyřletého nižšího gymnázia na vyšší. Žádosti bylo vyhověno, a tak byla ve školním roce 1902/1903 otevřena pátá třída. V témže roce začaly školu jako hospitantky navštěvovat první dívky, jejichž počet v následujících letech vzrůstal. První maturitní zkoušky proběhly v roce 1906, kdy absolvovalo 28 studentů.
V roce 1908 bylo gymnázium na žádost obce zestátněno, čímž náklady na jeho provoz (s výjimkou údržby budovy) přešly z obce na stát.
Zároveň se klasické gymnázium začalo měnit na reálné.
Prvním ředitelem gymnázia se od 1. září 1898 stal etnograf a přírodovědec Josef Klvaňa. Klvaňa byl tehdy profesorem českého gymnázia v Uherském Hradišti a okresním školním inspektorem pro okres Hodonín. V červnu 1909 postihl Klvaňu první záchvat mrtvice, po kterém se vrátil do školy až na druhé pololetí školního roku 1910/1911. Klvaňa zůstal ředitelem gymnázia až do 13. srpna 1919, kdy zemřel měsíc po druhém záchvatu mrtvice. V roce 1957, u příležitosti stého výročí narození, mu byla na budově odhalena pamětní deska. V roce 1992 byla nahrazena deskou novou, na které k textu přibyl Klvaňův reliéf od Václava Adolfa Kovaniče.

### První světová válka a vznik Československa (1914–1918)

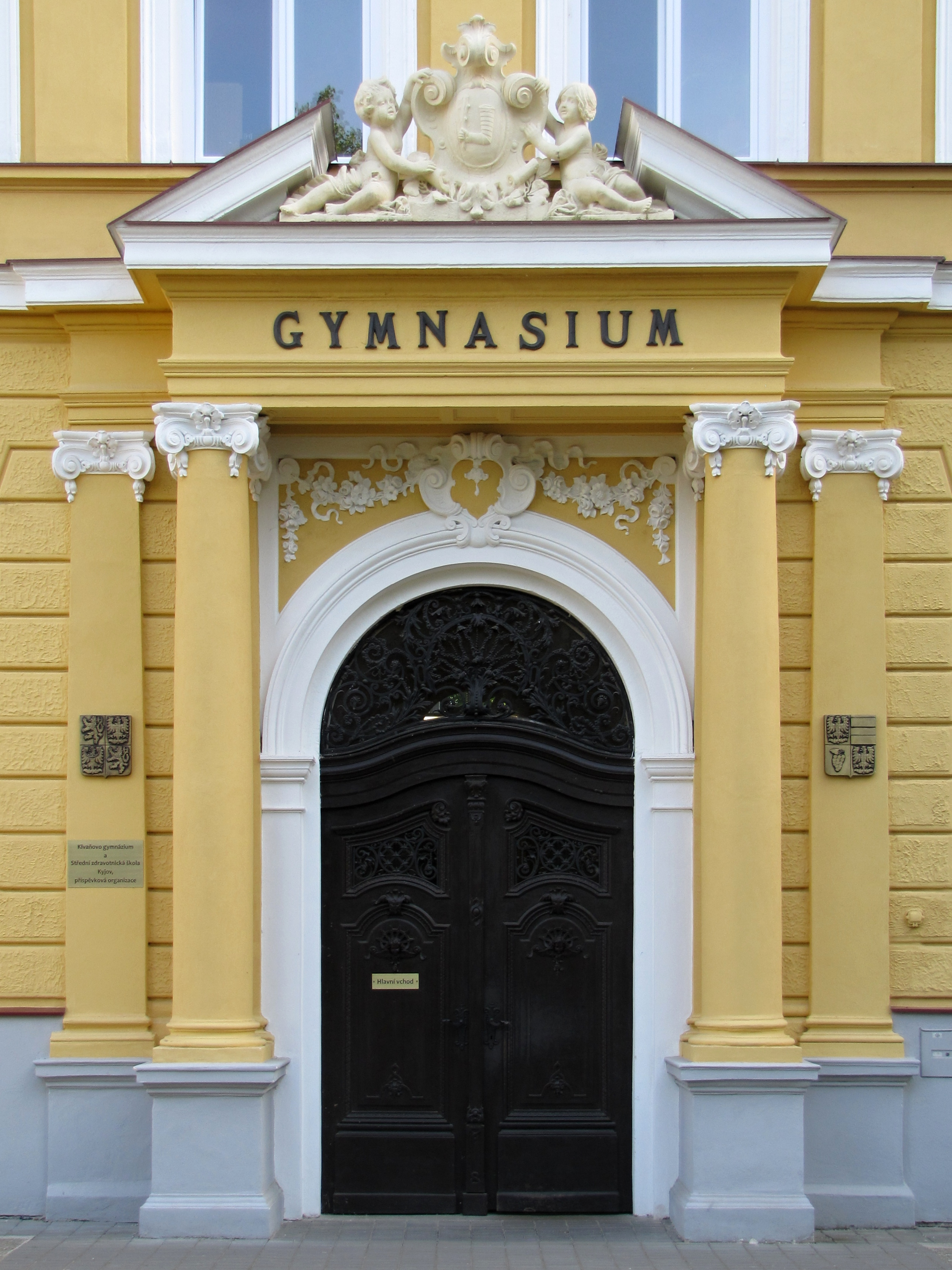
Vstup do budovy gymnázia

Po sarajevském atentátu 28. června 1914 a následné mobilizaci část učitelského sboru nastoupila do armády. Zbylí učitelé a žáci se během prázdnin zapojili do různých pomocných válečných činností – vyřizování korespondence nebo rozdělování zásob do vojenských transportů, které městem projížděly. Po vypuknutí války vzrůstalo napětí mezi českými a německými obyvateli Kyjova. Několik žáků bylo zatčeno za protirakouské projevy, např. žák Vincenc Měsíček za zvolání „Nieder mit Österreich!“. Ředitel Klvaňa musel také vysvětlovat aféru, kdy někteří žáci nosili na oděvu slovanské trikolory. O prázdninách 1915, po další vlně odvodů, zbyli na gymnáziu pouze ředitel Klvaňa, katecheta P. Staněk a dva profesoři. Nakonec bylo gymnázium úředním výnosem uzavřeno, a ve školním roce 1915/1916 se neotevřelo. Do Vánoc 1916 v budově sídlila dívčí škola, jejíž původní budovu zabrala vojenská nemocnice. Na konci února 1917 bylo v budově ubytováno asi 280 vojáků, provádějících rekvizici obilí v okolí. Do roku 1918 byly coby válečný materiál zabaveny píšťaly varhan, střecha a zvony kaple, i zvonek ohlašující začátek a konec vyučování.
Po několika žádostech a deputacích bylo v červenci 1917 povoleno znovu otevřít všechny třídy gymnázia od školního roku 1917/1918. V tomto roce bylo do první třídy zapsáno celkem 100 žáků. Po vzniku Československa 28. října 1918 se do školy vrátili zatčení žáci, a škola zorganizovala oslavy vzniku republiky a návratu prezidenta Masaryka do vlasti.

### Období první republiky (1918–1938)
V meziválečném období život školy zpestřovaly tělocvičné a hudební akademie, Majáles nebo koncerty. Byly také slaveny významné dny Československa, zejména státní svátek 28. října a jubilea prezidenta Masaryka. Školní orchestr v počtu 64 žáků vystoupil v červnu 1936 ve Společenském domě v Luhačovicích, a poté v listopadu v Besedním domě v Brně. 25. srpna 1923 se konala vůbec první oslava výročí založení školy, tedy 25 let. V rámci oslav byla uvedena hra Václava Štecha „Halaba a Jordán“. Během oslav 28. října 1924 byl před budovou odhalen „Pomník svobody“, symbolizující svobodu dobytou zahraničním odbojem za první světové války. 21. ledna 1930 bylo ustaveno rodičovské sdružení. Podporovalo činnost školy, kromě členských příspěvků i výnosy z tzv. čajů, a snažilo se o bližší kontakt rodičů se školou. V roce 1936 se poprvé v názvu školy objevilo jméno jejího prvního ředitele Josefa Klvani. 29. ledna 1938 se konal první školní lyžařský zájezd, a to do Nízkých Tater. Zúčastnilo se osm žáků a dva profesoři. Ve dnech 10.–12. září 1938 se konaly oslavy čtyřicátého výročí založení školy. Sobotní program obohatil krojový průvod, obdobný jako při Slováckém roku. Slavnost se konala v napjaté atmosféře, těsně před vypuknutím Sudetoněmeckého povstání, které bylo součástí událostí vedoucích k Mnichovské dohodě.

### Druhá světová válka a osvobození Kyjova (1938–1945)

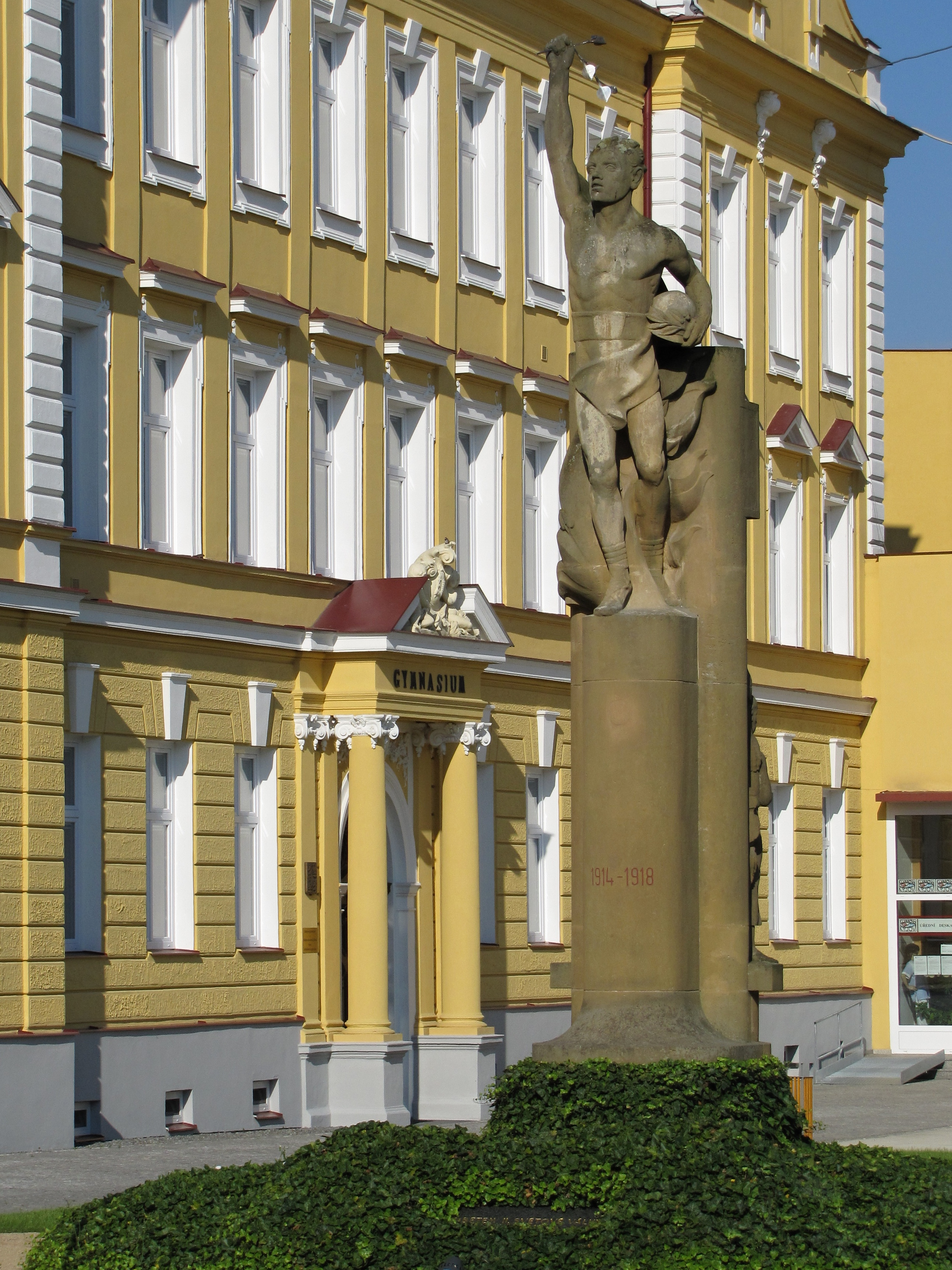
Pomník svobody před gymnáziem

V květnu 1939 byl tehdejší ředitel krátce zadržován gestapem pro urážlivé výroky o německé armádě ve školním rozhlase. Na konci školního roku byli propuštěni všichni členové sboru neárijského původu. Na jaře 1940 se ve městě objevily letáky proti hnutí Vlajka. Výsledkem byl zákaz vycházení pro studenty po osmé hodině večerní, pod pohrůžkou rozpuštění školy. Zákaz byl zrušen až po konci školního roku. V září a říjnu 1940 několik tříd zabrala německá armáda, která ale podle kroniky nijak nenarušila vyučování.
Během okupace byl regulován počet přijímaných žáků. V roce 1942 směla být otevřena pouze jedna prima o počtu 40 žáků a jedna kvinta pro 35 žáků. Uměle byl omezován i počet úspěšných maturantů, (např. nařízením školního rady z roku 1942 mělo u maturit neuspět 20% žáků). Ze čtvrté třídy, tj. z nižšího gymnázia na vyšší, nesmělo v roce 1943 postoupit 30% žáků, v roce 1944 25%. Tito žáci obvykle školu dokončili po válce.
Průběžně byla posilována výuka němčiny, a to jak u žáků tak u profesorů, pro které se pořádaly zvláštní kurzy. V roce 1942 se vyučovala němčina 10–11 hodin týdně; kromě toho se podle nařízení měla užívat i k výuce dalších předmětů. Tato nařízení, podobně jako povinný odběr německých časopisů nebo výzvy k žákům, vedení školy provádělo jen vlažně či vůbec.
1. července 1942 byl v Brně popraven školní lékař Vladimír Dunděra, zatčený spolu s dalšími občany Kyjova. 15. ledna 1943 byl zatčen profesor Karel Bartoš, pravděpodobně pro styk s vězni z koncentračního tábora ve Svatobořicích, kterým měl zprostředkovávat kontakt s příbuznými. Propuštěn byl po 41 dnech. Na jaře 1943 začali někteří žáci oktáv odcházet na různé práce. Někteří odešli dobrovolně, protože práce přes konec školního roku nahradila maturitu, a žáci tak dostali maturitní vysvědčení (potvrzené v roce 1946), aniž by zkoušku vykonali. 18. ledna 1944 byl během výuky zatčen profesor Jan Gajdoš, mistr světa v gymnastice, který byl vězněn do konce války a krátce po osvobození zemřel. Na školu nastoupil teprve 1. ledna toho roku, odučil tam tak pouhý týden po vánočních prázdninách.

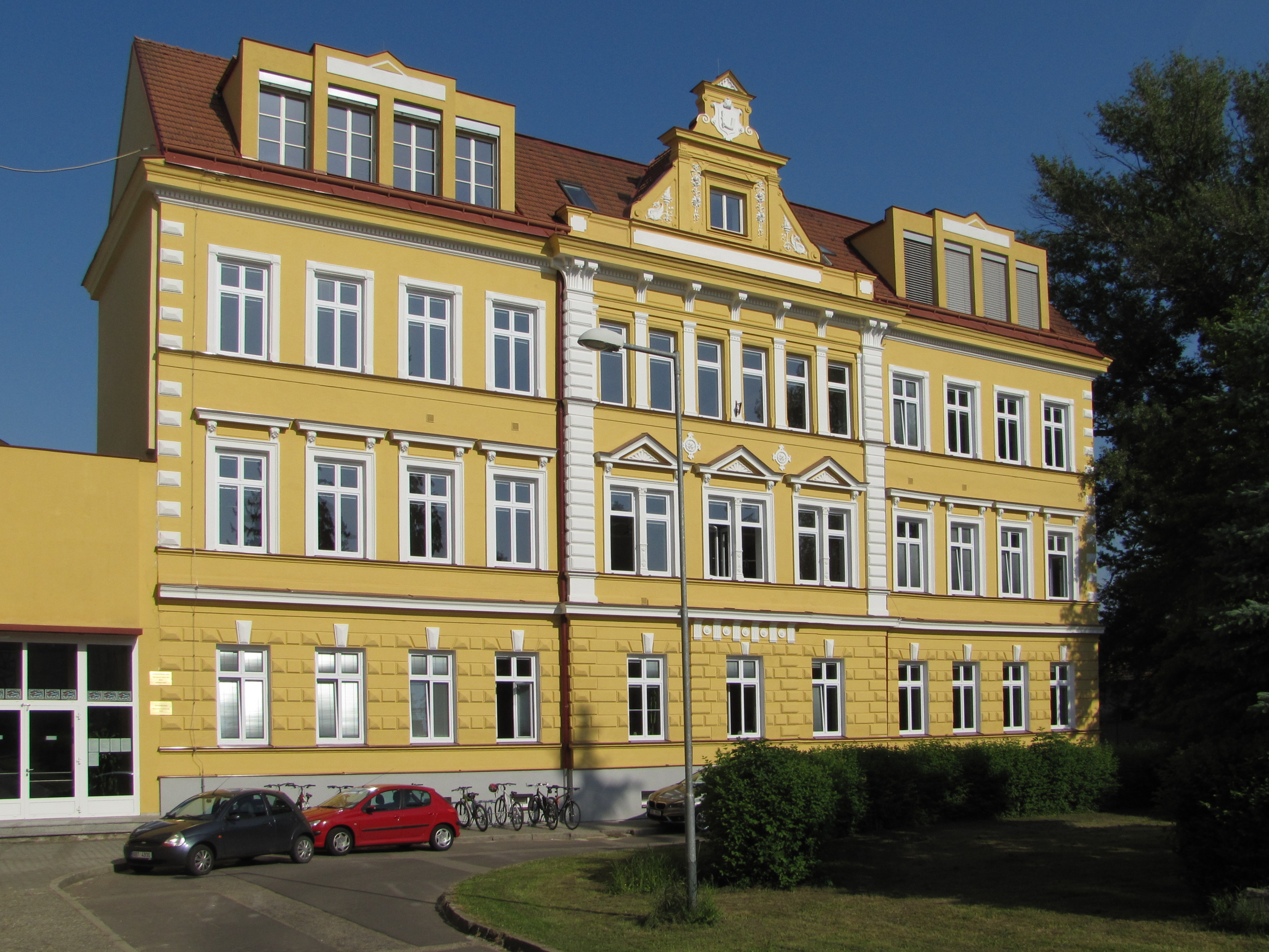
Vedlejší budova gymnázia

V roce 1944/45 se vůbec neotevřela oktáva, a žáci byli přiděleni na nucené práce. Obdobně většina septimánů odešla na pomoc „technische nothilfe“ do Kuřimi. Od začátku školního roku do konce prosince 1944 zažil Kyjov celkem 35 leteckých poplachů. Gymnázium bylo určeno jako ubytovna pro obyvatele případných zasažených budov, k tomu naštěstí nikdy nedošlo. 20. listopadu proběhl nálet na blízký Hodonín, žáci 5. a 6. třídy poté pomáhali při záchranných pracích. 21. prosinec 1944 byl posledním vyučovacím dnem před prázdninami, a zároveň za okupace. Po Vánocích už se škola neotevřela, žáci si pouze chodili pro domácí úlohy. V lednu 1945 zabrala přízemí a první patro armáda, která zde zůstala až do 11. března. Než se škola stačila po Velikonocích znovu otevřít, byl v ní zřízen lazaret, který tentokrát zabral i druhé patro, po dobu předchozího pobytu armády využívané pro ředitelnu a základní provoz školy. 6. dubna se sice lazaret kvapně odstěhoval, ale budovu školy vzápětí zabrala opět armáda. Tu vystřídala 8. dubna jiná jednotka, která zde zřídila polní ošetřovnu, do které byli sváženi ranění z blížící se fronty. Písemné maturitní zkoušky 10. a 13. dubna konali pouze dva žáci, k ústním části maturit už ale nedošlo. 17. dubna 1945 německá armáda zapálila kyjovské nádraží, a večer vojáci ošetřovnu v budově vyklidili. 19. dubna 1945 zasáhla Kyjov dělostřelecká palba. Budova gymnázia dostala zásah do střechy, a okolní zásahy zničily mnoho oken. V noci na 21. duben byla opět zasažena střecha školy. Ostřelování města pokračovalo až do 27. dubna. Den poté do Kyjova dorazily první jednotky rumunské armády. Několik rumunských vojáků bylo v budově ubytováno do 5. května. Po jejich odchodu zůstalo ve škole „velmi mnoho škod“. 6. května vystřídali Rumuny Rusové, kteří ve škole zřídili, už poněkolikáté, lazaret. Gymnázium začalo vyučovat 14. května, v uvolněné budově učňovské školy. Hodiny němčiny byly zrušeny a nahrazeny ruštinou. Výuka se jinak vrátila k osnovám z roku 1933.
V červnu se škole začali hlásit žáci, kteří během okupace museli školu opustit, včetně takových, kterým nebylo povoleno po propadnutí opakovat ročník. Zpět byli přijímání vesměs všichni, takže bylo nutné zřídit druhou třídu osmého ročníku a dva zvláštní „kroužky pro přípravu dospělosti“. 11. června 1945 se začaly osmé třídy učit ve staré gymnazijní budově (č.p. 549); zbytek tříd prozatím zůstával v učňovské škole. Dva profesoři gymnázia byli vyšetřováni pro podezření z kolaborace. Karel Bartoš (dříve zatčený gestapem a propuštěný) byl vyloučen ze sboru, druhý profesor odešel na gymnázium v Bučovicích. Vyučování toho roku skončilo 18. července 1945.

### Poválečná doba a komunismus (1946–1989)
V roce 1946 navštívil Kyjov prezident Beneš. V poválečných letech se začaly měnit aktivity na škole oproti stavu před válkou. Několikrát do roka se konala pochodová cvičení. Oslavy založení republiky nebo narozenin prezidentů Masaryka a Beneše postupně nahradily oslavy a vzpomínkové akce ke vzniku SSSR, VŘSR, narozeninám Lenina, Stalina nebo Gottwalda. Poslední oslava narozenin T. G. Masaryka se konala v březnu 1950. V roce 1948 se zástupci školy poprvé účastnili prvomájového průvodu. Žáci stále pořádali kulturní akce, zároveň se ale účastnili brigád v zemědělství a stavebnictví. U příležitosti IX. sjezdu KSČ se žáci zavázali např. zlepšit prospěch, nebo překročit plán ve sběru papíru a železa. Toho roku také přestali žáci posílat přihlášky na vysoké školy sami. Místo toho je předali řediteli, který k nim ve spolupráci se SČM připojoval své vyjádření.
Od 1. září 1948 bylo až do roku 1990 zrušeno osmileté gymnázium a zavedeno čtyřleté. U příležitosti oslav 50 let gymnázia byla v zádveří odhalena pamětní deska obětem prvního a druhého odboje s tímto textem:
| „ | Kdys družila je s námi práce v školní síni, dnes mužná jejich čela předčasný hrob stíní. Že za svobodu naši trpěli a mřeli, žít budou v našich srdcích večně… nezemřeli! | “ |

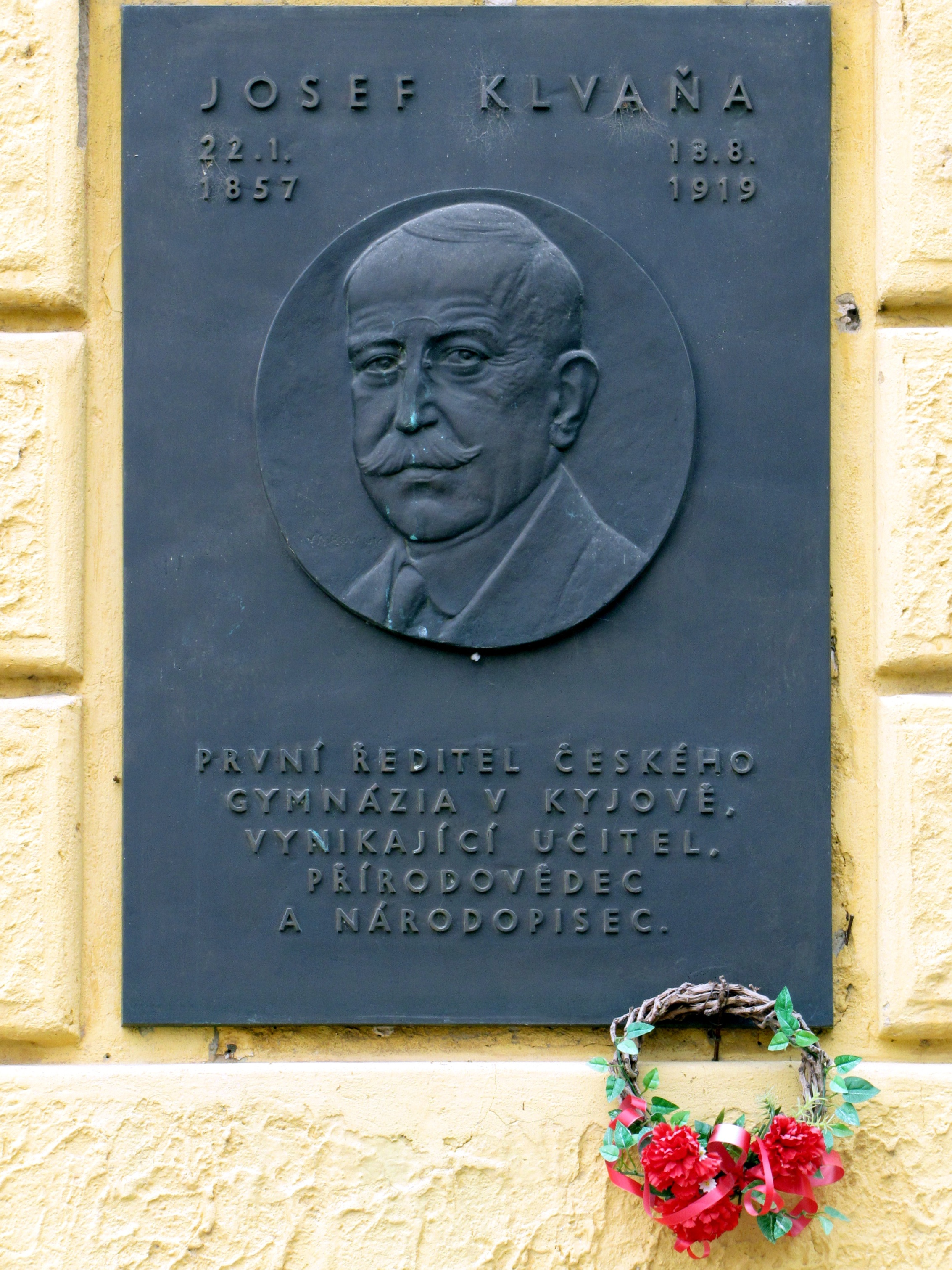
Pamětní deska Josefa Klvani, odhalená v roce 1992

V roce 1951 byla poprvé od války vyučována němčina; naopak výuka náboženství toho roku skončila. Zákonem 31/1953 bylo gymnázium zrušeno, a zřízena jedenáctiletá střední škola. Gymnazijní studium tvořily její poslední tři ročníky (zkrátilo se tedy o další rok). Ve školním roce 1952/53 proto ukončili studium žáci čtvrtého i třetího ročníku. V Kyjově tak bylo v roce 1953 zrušeno pět dosavadních škol – národní a střední chlapecká, národní a střední dívčí, a Klvaňovo gymnázium. Místo nich vznikly dvě „všeobecně vzdělávací školy“, osmiletá a jedenáctiletá. Osmiletá se usídlila v dosavadní budově gymnázia (č.p. 550) a sousední budově č.p. 551, kde do té doby sídlila národní chlapecká škola. Jedenáctiletka, včetně tří gymnazijních ročníků, pak obsadila budovu č.p. 990 na ulici Újezd (později třída Pionýrů).
Ve školním roce 1954/55 bylo poprvé vyučováno ve večerní škole pro pracující, do které bylo toho roku přijato 16 lidí. Večerní škola vyučovala tři roky, v září 1957 už se pro malý zájem neotevřela. Podruhé krátce fungovalo vyučování dospělých v letech 1963–1966 jako Střední škola pro pracující.
Zákonem 186/1960 byla od 1.1.1961 jedenáctiletá škola prodloužena na dvanáctiletou a rozdělena. Dosavadní 1.-8. ročník byly přeměněny na základní devítiletou školu („ZDŠ, třída Pionýrů“), 9. až 11. ročník pak na střední všeobecně vzdělávací školu (SVVŠ). Školy měly společného ředitele do roku 1963, od školního roku 1963/1964 pak byla tříletá SVVŠ samostatnou školou. Od školního roku 1965/66 až do roku 1980/81 se třídy SVVŠ, a později gymnázia, dělily na humanitní a přírodovědné.
V roce 1968 se začala SVVŠ měnit opět na gymnázium. Ve školním roce 1968/69 tak byl otevřen 1. ročník gymnázia, zbylé dva ročníky školy dobíhaly podle osnov SVVŠ. V tomto období probíhala různá jednání o výstavbě nové gymnazijní budovy, neboť od roku 1971 mělo mít gymnázium 12 tříd ve čtyřech ročnících. Tomuto počtu by už budova č.p. 990, ve které sídlila i ZDŠ, nestačila. Ke stavbě nové budovy nakonec nedošlo. ZDŠ musela gymnáziu postupně uvolňovat učebny, a zavést proto vyučování na směny. V roce 1978/79 už mělo gymnázium 14 tříd, z nichž dvě nově sídlily v budově zemědělské školy na nám. Julia Fučíka 920 (dnes Seifertovo). Následující rok už v této budově byly 4 třídy z celkových 15. V roce 1981/82 zahájena přístavba školní budovy č.p. 900, která byla dokončena v srpnu 1985. Po předání byla využívána hlavně základní školou.
V roce 1985 se 37 žákyň a 18 žáků gymnázia zúčastnilo VI. celostátní spartakiády v Praze.

### Současnost

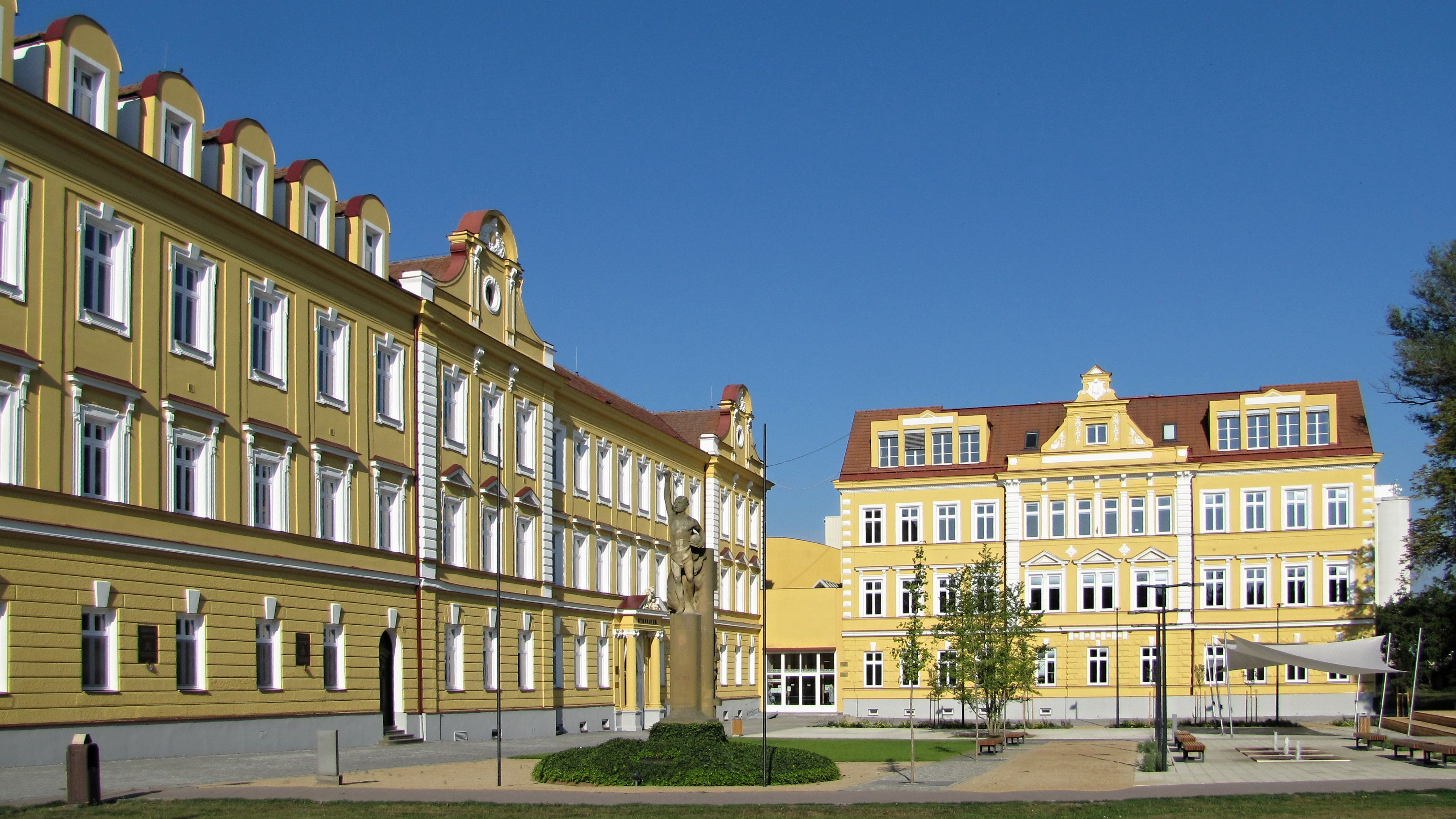
Budovy gymnázia

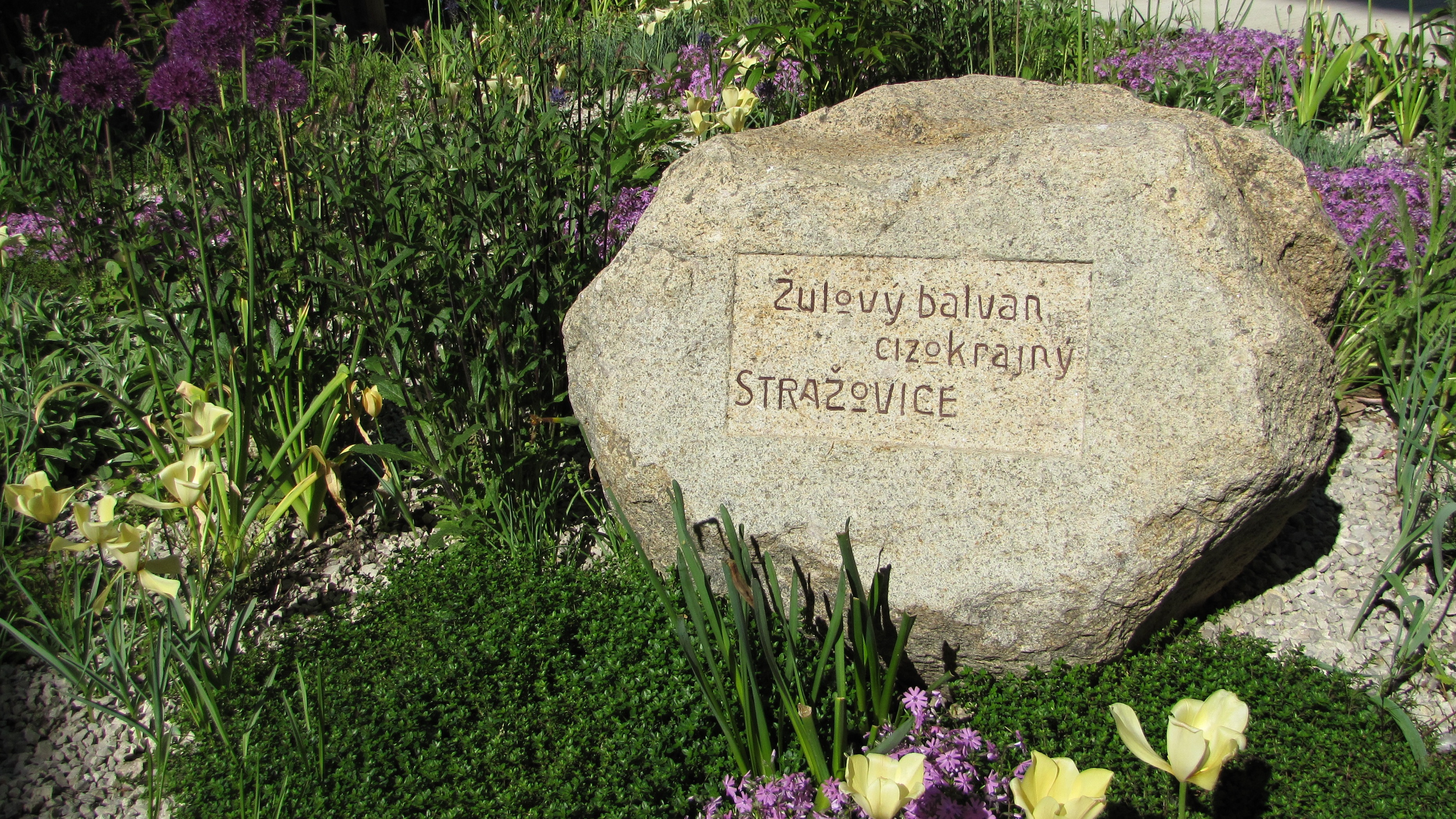
Žulový bludný balvan před gymnáziem

Od návratu gymnázia do historického areálu na ulici Komenského v roce 1990 užívají budovy č.p. 900 a 920 kyjovské základní školy, od ledna 2013 sloučené do ZŠ J.A. Komenského.
V roce 1992 byl obnoven název „Klvaňovo gymnázium“, neužívaný od roku 1953. Začátkem 90. let bylo také obnoveno osmileté studium, od té doby otevírané spolu se čtyřletým. V roce 2008, po 110 letech existence, přesáhl počet absolventů 7 000.
V září 1992 došlo k požáru střechy gymnázia. Po jeho likvidaci byl prostor bývalé půdy upraven, a vznikly v něm nové učebny a školní knihovna. V roce 1996 byla vybudována vstupní hala, spojující budovu gymnázia č.p. 550 a budovu bývalé chlapecké školy č.p. 551. Ve stejném období vznikla nová školní tělocvična.
Mezi 17. a 21. červnem 1998 škola oslavila sto let existence. Hlavním dnem oslav byla sobota 20. června, kdy Kyjovem prošel průvod absolventů v počtu 2700 účastníků. Po něm následovala akademie v kyjovském letním kině. V rámci oslav byla na obecním úřadu ve Vlkoši odhalena pamětní deska exilovému ministru obrany a místnímu rodákovi generálu Sergěji Ingrovi, který kyjovské gymnázium absolvoval v roce 1913.
V roce 2011 rozhodla rada Jihomoravského kraje o sloučení gymnázia s blízkou zdravotnickou školou; od 1. ledna 2012 tak škola nesla název Klvaňovo gymnázium a Střední odborná škola zdravotnická a sociální Kyjov. Do roku 2016 je v plánu úplné vystěhování budovy zdravotnické školy. Veškerá výuka, včetně odborných zdravotnických předmětů, se má odehrávat v původních budovách gymnázia. V roce 2015 byl název změněn na Klvaňovo gymnázium a Střední zdravotnická škola Kyjov.
Dne 26. března 2017, den před stým výročím jeho narození, byla na budově gymnázia odhalena pamětní deska generálporučíka Vladimíra Nedvěda. Na desku výrazně přispěla Nedvědova manželka Louise. Odhalení se zúčastnil mj. krajský hejtman Bohumil Šimek a veteráni RAF Emil Boček a Alois Dubec.
U příležitosti oslav 120. výročí založení gymnázia v červnu 2018 město provedlo rekonstrukci parčíku přilehlého k budovám školy. Tento prostor o rozloze přes 2 ha nese název Náměstí Hrdinů. V období protektorátu bylo pojmenováno po německém kancléři Ottu von Bismarckovi. Jako didaktická pomůcka je zde umístěn žulový bludný balvan.

## Absolventi

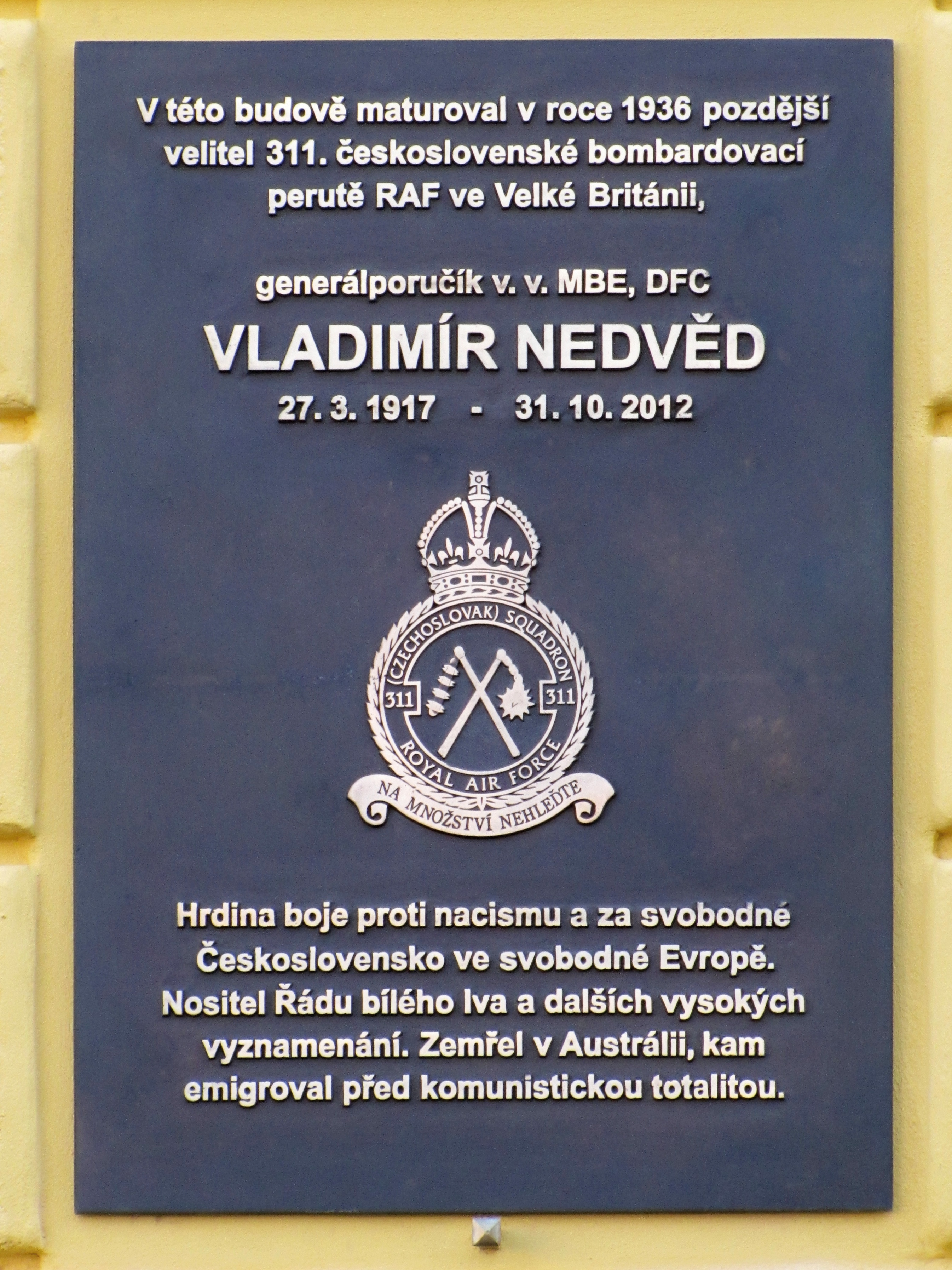
Pamětní deska Vladimíra Nedvěda

Automatický abecedně řazený seznam viz Kategorie:Absolventi Klvaňova gymnázia
- Jiřina Adamcová (1927–2019), akademická malířka a grafička
- Karel Dittler (1910–1984), divadelník, překladatel, publicista a pedagog
- Jan Hlaváč (1926–2018), chemik
- Tomáš Holomek (1911–1988), právník a politik
- Rudolf Hurt (1902–1978), archivář a historik
- Sergěj Ingr (1894–1956), československý generál a ministr obrany exilové vlády
- Josef Kolmaš (1933–2021), sinolog a tibetolog
- František Komňacký (* 1951), profesor gymnázia a fotbalový trenér
- František Lukl (* 1977), starosta Kyjova a ministr Rusnokovy vlády
- Tomáš Machula (* 1971), teolog, filozof, rektor Jihočeské univerzity
- Miroslav Mareček (1954–2008), disident a hladovkář
- Vladimír Nedvěd (1917–2009), československý letec RAF
- Miroslav Novák (1907-2000), teolog a patriarcha Církve československé
- Eva Novotná (* 1976), herečka
- Oldřich Pechal (1913–1942), československý výsadkář
- Josef Somr (1934–2022), herec
- Miroslav Tichý (1926–2011), malíř a fotograf
- Zdeněk Trtík (1914–1983), biskup Církve československé